# Wesselényi Jozefa
Hadadi báró Wesselényi Jozefa (Aranyosgyéres, 1812. április 21. – ?, 1899. január 6.) emlékiratíró, losonczi báró Bánffy János (1810–1873) küküllői főispán felesége, 19. századi naplóíró.

## Művei
Emlékiratai bemutatják az osztrák abszolutizmus éveit Erdélyben. Az 1848–49-es szabadságharcról szóló emlékiratai 1931-ben jelentek meg Kolozsváron.
Fontos kiemelni azonban, hogy a napló ennél jóval tágabb időszakra is kiterjed: Wesselényi Jozefa 1848-ban kezdte el írni, és halála évéig folytatta. Az utolsó bejegyzés dátuma 1899. január 6-án volt. Ennek értelmében a napló 51 év eseményeit idézi fel.

### Szövegkiadások
- Báró Bánffy Jánosné Wesselényi Józefa bárónő emlékirata 1848-49-i élményeiről; bev. Kelemen Lajos; Minerva, Cluj-Kolozsvár, 1931
- Emlékirat. Báró Bánffy Jánosné Wesselényi Józéfa bárónő emlékirata 1848-49-i éleményeiről; sajtó alá rend., bev. Kelemen Lajos, utószó Sas Péter; Kriterion, Kolozsvár, 2014 (Téka)

## Családja
Wesselényi József (1769/1777–1826)  és Kendeffy Ráchel (1780–1840) lánya volt.
1834-ben feleségül ment Bánffy Jánoshoz (Fugad, 1810. szeptember 17. – Beresztelke, 1873. december 8.). 11 gyermekük született, akik közül azonban csak hatan érték meg a felnőttkort:
- Bánffy Polixéna (Beresztelke, 1835. december 8. – Budapest, 1916. október. 28.)[4] ∞ Kemény Kálmán
- Bánffy Mária (? – ?)[4] ∞ Schwarz Gyula
- Bánffy Zoltán (Beresztelke, 1841. szeptember 15. – Beresztelke, 1892. június 7.),[4] Maros-tordai főispán, Wass Albert nagyapja ∞ Teleki Erzsébet
- Bánffy Jozefa (?, 1843. – ?, 1893.),[4] Bánffy Dániel nagyanyja ∞ Pálffy Dénes
- Bánffy Endre (?, 1847. – ?, 1874.)[4]
- Bánffy Ráchel (Marosvásárhely, 1859. június 21. – Vasasszentgothárd, 1936. június 15.),[4] Wass Albert nagyanyja[5]
- 5 kiskorában elhunyt gyermek[4]